# Parmentiera
Parmentiera es un género de plantas en la familia Bignoniaceae.  El género comprende 19 especies descritas y de estas, solo 10 aceptadas. Es originario de América.

## Descripción
Son arbustos o árboles, a veces armados con 2 espinas debajo de cada nudo. Hojas opuestas, palmadamente 3–5-folioladas; pecíolo a veces alado. Inflorescencia una flor solitaria o fascículos de 2–3 flores, frecuentemente caulifloras; flores blancas o verdosas; cáliz espatáceo, partido hasta cerca de la base; corola ampliamente campanulada a infundibuliforme, generalmente con un pliegue transversal en el lado inferior; estambres subexertos, anteras glabras con tecas divergentes; ovario cilíndrico; disco anular-pulvinado. Fruto linear-alargado a oblongo, indehiscente, a menudo longitudinalmente acostillado, con una corteza exterior carnosa y firme, y un corazón fibroso-carnoso; semillas pequeñas, aplanadas, rodeadas por un ala vestigial.

## Taxonomía
El género fue descrito por Augustin Pyrame de Candolle  y publicado en Bibliotheque Universelle de Geneve ser. 2. 17: 135. 1838. La especie tipo es: Parmentiera edulis DC. 
Etimología
Parmentiera: nombre genérico otorgado en honor del botánico francés Antoine Parmentier.

## Especies aceptadas
A continuación se brinda un listado de las especies del género Parmentiera aceptadas hasta marzo de 2013, ordenadas alfabéticamente. Para cada una se indica el nombre binomial seguido del autor, abreviado según las convenciones y usos:
- Parmentiera aculeata (Kunth) Seem.
- Parmentiera cereifera Seem.
- Parmentiera dressleri A.H.Gentry
- Parmentiera macrophylla Standl.
- Parmentiera millspaughiana L.O.Williams
- Parmentiera morii A.H.Gentry
- Parmentiera parviflora Lundell
- Parmentiera stenocarpa Dugand & L.B.Sm.
- Parmentiera trunciflora Standl. & L.O.Williams
- Parmentiera valerii Standl.